# Bob- und Skeleton-Weltmeisterschaften 2017/Viererbob (Männer)
Der Viererbob-Wettbewerb der Männer bei den Bob- und Skeleton-Weltmeisterschaften 2017 wurde am 25. und 26. Februar 2017 in insgesamt vier Läufen ausgetragen.

## Ergebnisse
| Platz                                   | Land                   | Sportler                                                                       | 1. Lauf | 2. Lauf | 1. Tag  | 3. Lauf | 4. Lauf | Gesamt         |
| --------------------------------------- | ---------------------- | ------------------------------------------------------------------------------ | ------- | ------- | ------- | ------- | ------- | -------------- |
| 1                                       | Deutschland            | Francesco Friedrich Candy Bauer Martin Grothkopp Thorsten Margis               | 48,39   | 48,46   | 1:36,85 | 48,60   | 48,65   | 3:14,10        |
| 1                                       | Deutschland            | Johannes Lochner Matthias Kagerhuber Joshua Bluhm Christian Rasp               | 48,26   | 48,56   | 1:36,82 | 48,64   | 48,64   | 3:14,10        |
| 3                                       | Deutschland            | Nico Walther Kevin Kuske Kevin Korona Eric Franke                              | 48,48   | 48,54   | 1:37,02 | 48,63   | 48,61   | 3:14,26 + 0,16 |
| 4                                       | Lettland               | Oskars Melbārdis Daumants Dreiškens Arvis Vilkaste Jānis Strenga               | 48,42   | 48,50   | 1:36,92 | 48,91   | 48,56   | 3:14,39 + 0,29 |
| 5                                       | Vereinigte Staaten     | Steven Holcomb Carlo Valdes James Reed Samuel McGuffie                         | 48,49   | 48,51   | 1:37,00 | 48,66   | 48,78   | 3:14,44 + 0,34 |
| 6                                       | Kanada                 | Justin Kripps Alexander Kopacz Jesse Lumsden Lascelles Brown                   | 48,49   | 48,62   | 1:37,11 | 48,88   | 48,88   | 3:14,87 + 0,77 |
| 7                                       | Österreich             | Benjamin Maier Stefan Laussegger Markus Sammer Dănuț Moldovan                  | 48,53   | 48,59   | 1:37,12 | 48,90   | 48,88   | 3:14,9 + 0,8   |
| 8                                       | Russland               | Maxim Andrianow Andrei Lylow Juri Selichow Kirill Antjuch                      | 48,60   | 48,55   | 1:37,15 | 48,93   | 48,99   | 3:15,07 + 0,97 |
| 9                                       | Lettland               | Oskars Ķibermanis Jānis Jansons Matīss Miknis Raivis Zīrups                    | 48,68   | 48,59   | 1:37,27 | 48,96   | 48,93   | 3:15,16 + 1,06 |
| 10                                      | Vereinigte Staaten     | Justin Olsen Austin Landis Evan Weinstock Sam Michener                         | 48,72   | 48,61   | 1:37,33 | 49,01   | 48,96   | 3:15,30 + 1,20 |
| 11                                      | Kanada                 | Chris Spring Cam Stones Joshua Kirkpatrick Neville Wright                      | 48,84   | 48,74   | 1:37,58 | 49,02   | 49,01   | 3:15,61 + 1,51 |
| 12                                      | Frankreich             | Loic Costerg Vincent Castell Dorian Hauterville Yannis Pujar Jeremie Boutherin | 48,71   | 48,83   | 1:37,54 | 48,98   | 49,10   | 3:15,62 + 1,52 |
| 13                                      | Schweiz                | Rico Peter Alexander Baumann Michael Kuonen Martin Meier                       | 48,56   | 48,91   | 1:37,47 | 49,03   | 49,17   | 3:15,67 + 1,57 |
| 14                                      | Österreich             | Markus Treichl Markus Glück Kilian Walch Franz Esterhammer                     | 48,75   | 48,80   | 1:37,55 | 49,13   | 49,01   | 3:15,69 +1,59  |
| 15                                      | Vereinigte Staaten     | Nick Cunningham Frank Del Duca Adrian Adams Chris Kinney                       | 48,82   | 48,81   | 1:37,63 | 49,08   | 49,02   | 3:15,73 +1,63  |
| 16                                      | Tschechien             | Jan Vrba David Egydy Dominik Suchy Jakub Nosek                                 | 48,77   | 48,70   | 1:37,47 | 49,24   | 49,10   | 3:15,81 +1,71  |
| 17                                      | Monaco                 | Rudy Rinaldi Boris Vain Thibault Demarthon Steven Borges                       | 48,92   | 48,97   | 1:37,89 | 49,06   | 48,98   | 3:15,93 +1,83  |
| 18                                      | Deutschland            | Bennet Buchmüller Paul Krenz Niklas Scherer Costa Tonga Laurenz                | 48,91   | 48,98   | 1:37,89 | 49,36   | 49,26   | 3:16,51 + 2,41 |
| nicht für den vierten Lauf qualifiziert |                        |                                                                                |         |         |         |         |         |                |
| 19                                      | Vereinigtes Königreich | Lamin Deen Ben Simons John Baines Andrew Matthews                              | 49,00   | 49,04   | 1:38,04 | 49,32   | −       | 2:27,36        |
| 20                                      | Schweiz                | Clemens Bracher Alain Knuser Bror van der Zijde Marco Dörig                    | 49,07   | 49,04   | 1:38,11 | 49,32   | −       | 2:27,43        |
| 21                                      | Kanada                 | Nick Poloniato Daniel Sunderland Derek Plug Keenan Macdougall                  | 48,93   | 49,28   | 1:38,21 | 49,23   | −       | 2:27,44        |
| 22                                      | Italien                | Simone Bertazzo Simone Fontana Costantino Ughi Mattia Variola                  | 49,17   | 49,09   | 1:38,26 | 49,32   | −       | 2:27,58        |
| 23                                      | Tschechien             | Dominik Dvorak Jan Sindelar Jan Stoklaska Jakub Havlin                         | 49,13   | 49,29   | 1:38,42 | 49,34   | −       | 2:27,76        |
| 24                                      | Niederlande            | Ivo De Bruin Tom Den Ouden Jeroen Piek Janko Franjic                           | 49,16   | 49,27   | 1:38,43 | 49,54   | −       | 2:27,97        |
| 25                                      | Italien                | Patrick Baumgartner Rocco Caruso Francesco Costa Lorenzo Bilotti               | 49,28   | 49,23   | 1:38,51 | 49,49   | −       | 2:28,00        |
| 26                                      | Polen                  | Mateusz Luty Jakub Zakrzewski Lukasz Miedzik Grzegorz Kossakowski              | 49,53   | 49,54   | 1:39,07 | 49,75   | −       | 2:28,82        |
| 27                                      | Kroatien               | Drazen Silic Benedikt Nikpalj Aleksandar Krajisnik Damjan Zlatnar              | 49,48   | 49,53   | 1:39,01 | 49,82   | −       | 2:28,83        |
| 28                                      | Rumänien               | Dorin Grigore Emil Peptea Florin Crăciun Adrian Radu                           | 49,43   | 49,61   | 1:39,04 | 50,01   | −       | 2:29,05        |
| 29                                      | Norwegen               | Thomas Heibl Nicklas Haugen Andreas Bjugn Korbinian Heibl                      | 49,43   | 49,74   | 1:39,17 | 49,90   | −       | 2:29,07        |
| 30                                      | Rumänien               | Maria Constantin Olivia Vild Andreea Grecu Erika Halai                         | 50,48   | 50,50   | 1:40,98 | 50,46   | −       | 2:31,44        |
| DNF                                     | Vereinigtes Königreich | Brad Hall Joel Fearon Bruce Tasker Greg Cackett                                | 48,70   | DNF     | DNF     | DNF     | DNF     | DNF            |
| DNS                                     | Serbien                | Vuk Radenovic Miroslav Novakovic Raphaël Ribeiro Veselin Pankov                | 49,78   | DNS     | DNS     | DNS     | DNS     | DNS            |
| DSQ 9                                   | Russland               | Alexander Kasjanow Alexei Puschkarjow Wassili Kondratenko Alexei Saizew        | DSQ     | DSQ     | DSQ     | DSQ     | DSQ     | DSQ            |
| DSQ 12                                  | Russland               | Alexei Stulnew Ilwir Chusin Maxim Belugin Roman Koshelev                       | DSQ     | DSQ     | DSQ     | DSQ     | DSQ     | DSQ            |